# Republica Socialistă Muntenegru
Republica Socialistă Muntenegru (în sârbocroată Socijalistička republika Crna Gora, Социјалистичка република Црна Гора) sau RS Muntenegru a fost un stat socialist și o țară constituțională în fosta Republică Socialistă Federativă Iugoslavia. Acesta a fost predecesorul Muntenegrului. La 7 iulie 1963, Republica Populară Muntenegru a fost redenumită în „Republica Socialistă Muntenegru” (o schimbare ratificată de constituția federală și noua constituție muntenegreană, înființate în 1963). A fost un stat ne-naționalist iar sârbo-croata era limba oficială. Când Liga Comuniștilor din Muntenegru și-a schimbat denumirea în Partidul Democrat al Socialiștilor din Muntenegru după primele alegeri libere, termenul „Socialistă” a fost scos din numele republicii (ratificat de constituția din 1992).